# Statnett

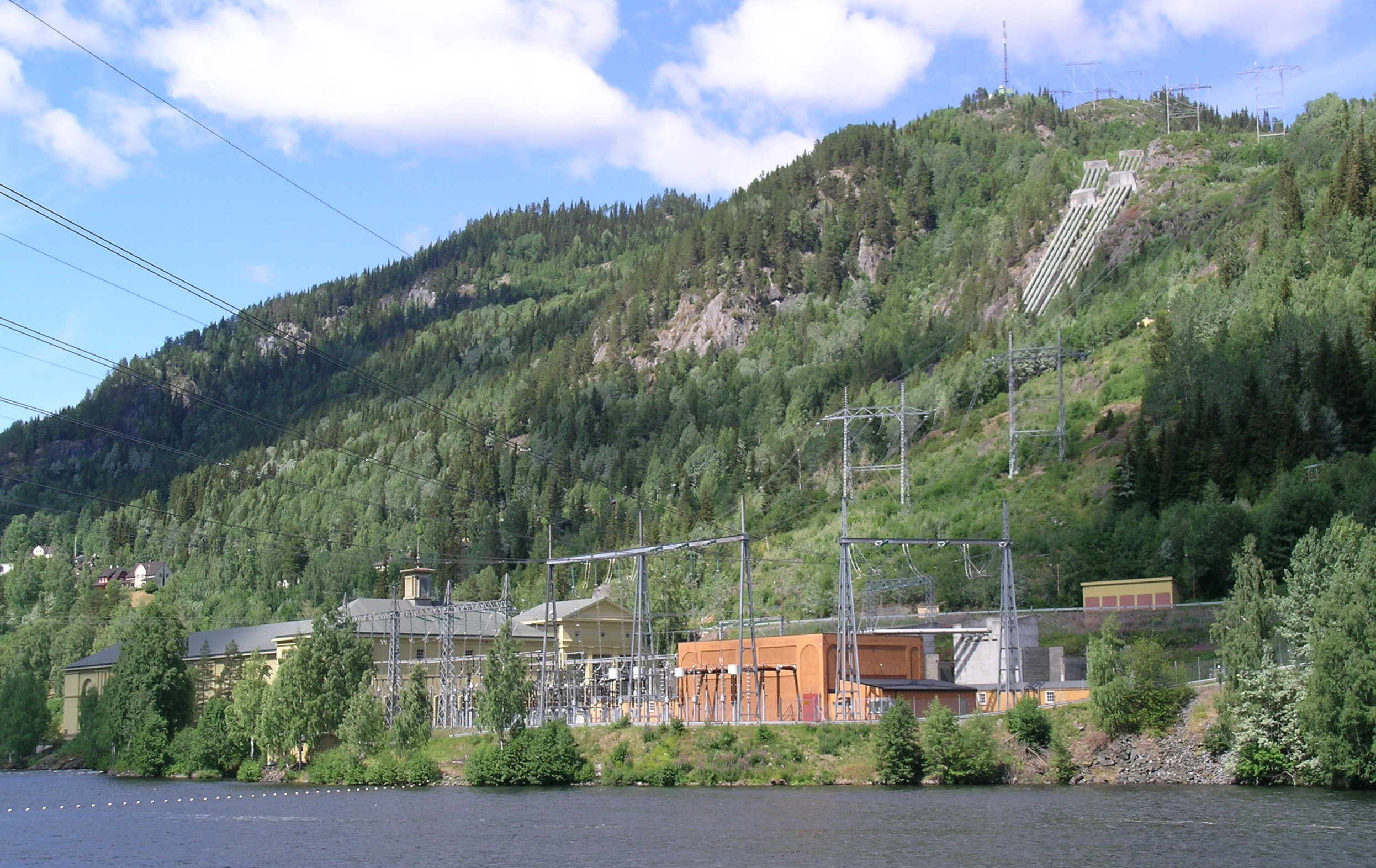
Statnett est l'opérateur du réseau électrique norvégien.

Statnett SF est une société publique norvégienne fondée en 1992. Elle est responsable du réseau de transport électrique du pays.

## Activités
Statnett possède et exploite un réseau de 10 000 km de lignes à haute tension et une centaine de postes, soit environ 90 % du réseau électrique à haute tension norvégien. L'entreprise agit en tant qu'exploitant du réseau national à 420, 300 et 132 kV et coordonne l'exploitation du réseau électrique afin d'équilibrer l'offre et la demande. La société gère également les interconnexions avec les systèmes des autres pays scandinaves.

## Historique
L'entreprise est née en 1992 de la scission de l'opérateur électrique Statkraftverkene en deux entreprises publiques, Statnett SF et Statkraft SF. La première est responsable du réseau électrique tandis que l'autre se spécialise dans la production d'électricité et exploite le parc hydroélectrique propriété de l'État, dans un marché national déréglementé.
En 1996, la Norvège et la Suède mettent en place un marché commun de l'électricité. Avec l'exploitant du réseau suédois, Svenska Kraftnät, Statnett met en place la bourse énergétique Nord Pool, à laquelle se joint la Finlande en 1998 et l'ouest du Danemark l'année suivante.
Depuis le 6 mai 2008, les réseaux électriques de la Scandinavie et celui des Pays-Bas sont reliés par NorNed, un câble sous-marin à courant continu de 580 km. Construit au coût de 600 millions d'euros, le câble de ±450 kV possède une capacité maximale de 700 MW. Le câble est la propriété conjointe de Statnett et de l'opérateur électrique néerlandais TenneT.